# Uwe Boll
Uwe Boll (Wermelskirchen, 22 juni 1965) is een Duitse regisseur, producent en scriptschrijver van films. Vaak zijn die films afgeleid van videospellen. In tegenstelling tot veel andere regisseurs in de Verenigde Staten financiert hij zijn eigen films door middel van het productiebedrijf Boll KG.
Bolls films worden vaak afgekraakt door filmrecensenten. Zijn films Alone in the Dark, House of the Dead en BloodRayne, alle drie afgeleid van videospellen, staan zeer hoog in de IMDb Bottom Top 100 (de lijst met de laagstgewaardeerde films).
Boll's relatie met zijn critici is bijzonder; zo nodigde hij in 2006 recensenten uit om het tegen hem op te nemen in een bokswedstrijd - hij won van alle vijf de recensenten die het tegen hem op durfden te nemen. In 2008 werd er een online petitie gestart om Boll over te halen te stoppen met regisseren. Boll gaf aan dat hij bij een miljoen stemmen dit zou overwegen, maar tot op heden hebben nog geen 400.000 mensen de petitie ondertekend.
Van 2007 tot 2011 maakte Boll minimaal drie films per jaar, waarvan een groot deel gebaseerd was op videospellen. Hij bezit naast zijn Duitse paspoort ook de Canadese nationaliteit.

## Filmografie
Dit is een lijst van films die Uwe Boll geregisseerd heeft.
- 1992: German Fried Movie
- 1993: Barschel – Mord in Genf
- 1994: Amoklauf
- 1997: Das erste Semester
- 2000: Sanctimony
- 2002: Blackwoods
- 2002: Heart of America
- 2003: House of the Dead
- 2005: Alone in the Dark
- 2005: BloodRayne
- 2006: In the Name of the King: A Dungeon Siege Tale
- 2007: BloodRayne 2: Deliverance
- 2007: Postal
- 2007: Seed
- 2008: 1968 Tunnel Rats
- 2008: Far Cry
- 2009: Stoic
- 2009: Rampage
- 2009: Darfur
- 2010: Final Storm
- 2010: Max Schmeling
- 2010: BloodRayne: The Third Reich
- 2011: Auschwitz
- 2011: Blubberella
- 2011: In the Name of the King 2: Two Worlds
- 2012: Assault on Wall Street
- 2013: Suddenly
- 2014: In the Name of the King 3
- 2014: Rampage: Capital Punishment
- 2016: Rampage: President Down